# راسيل غان
راسيل غان (بالإنجليزية: Russell Gunn)‏ هو عازف جاز أمريكي، ولد في 20 أكتوبر 1971 في شيكاغو في الولايات المتحدة.

## وصلات خارجية
- راسيل غان على موقع ميوزك برينز (الإنجليزية)
- راسيل غان على موقع ديسكوغز (الإنجليزية)